# 사다 아쓰시
사다 아쓰시(일본어: 佐田 篤史, 1995년 12월 24일 ~ )는 일본의 바둑 기사이다. 오카야마현 오카야마시 출신으로 간사이 기원 소속의 7단이다.

## 경력
일본 오카야마현 오카야마시에서 태어났다. 4세 경 아버지와 할아버지의 영향으로 바둑을 시작했고, 이후 바둑교실에 들어가 간사이 기원의 원생이 되었다. 중학교 졸업후 고등학교에 진학하지 않고 오사카로 이주하여 본격적인 바둑 공부를 하여 2012년 프로바둑에 입단했다. 2013년 실내 무도 아시안 게임 바둑 남자 단체전에 히라타 도모야, 모토키 가쓰야, 쓰루타 가즈시와 함께 일본 대표로 참가하여 3위를 차지했다. 같은해 간사이 기원 신인상을 수상했다. 2014년 제40기 기성전 본선에 진출했지만 조치훈에게 패배하여 탈락했고, 연승상과 나가이상을 수상했다.
2015년 제2회 글로비스배 본선에 진출하여 나현에게는 졌지만 크리트 잠카혼키아트와 고야마 구야를 이겨 본선 8강에 진출했다. 이후 리친청에게 패배하여 탈락했다. 또한 제41기 기성전 본선 준결승까지 진출했다(야마시타 게이고에게 져서 탈락). 2018년 제3회 타니구치배에서 우승했지만 제43기 기성전 C조 리그에서 2승 3패로 탈락했다. 2019년 천원전 본선에 진출하여 시다 다쓰야와 모토키 가쓰야, 장쉬, 고노 린을 누르고 도전자 결정전까지 올랐다. 쉬자위안에게 패했지만 1승을 거두는 활약으로 감투상에 해당하는 이선상을 수상했다. 2020년 7단으로 승단했다.